# Susanna Hönig-Sorg
Susanna Hönig-Sorg (* 24. Juli 1939 in Betschmen, Jugoslawien) ist eine österreichische Schriftstellerin.

## Leben
Susanna Hönig-Sorg wurde in Betschmen, Jugoslawien, als Tochter deutscher Eltern geboren. Sie war das zweitjüngste der sechs Geschwister. Ihr Vater war Bürgermeister von Betschmen. Nach der Flucht am 5. Oktober 1944 lebte sie mit ihren Eltern und Geschwistern bis 1945 in Aigen-Schlägl in Österreich. Beim Versuch, nach Jugoslawien zurückzukehren, wurde die Familie in Villány, Ungarn, von Partisanen gefangen genommen. Erst ein Jahr später gelang es ihnen nach Österreich zurückzukehren. Danach wohnte sie mit ihrer Familie im DP-Lager Haid, (Ansfelden), wo sie die Pflichtschule absolvierte und ihr jüngster Bruder geboren wurde. Seit 1969 lebt Susanna Hönig-Sorg in Furth bei Göttweig, ist verwitwet und hat zwei Kinder. Sie hat aufgehört Bücher zu schreiben und sich in den Ruhestand zurückgezogen. Am 4. Januar 1990 gründete sie den Verein „Kremser Literaturforum“.

## Werke
- 1983: „Heiteres und Besinnliches“
- 1991: „Der wandelbare Tag“
- 1992: „Einen bunten Blumenstrauß“
- 1992: „Hommage“
- 1994: „Auf kargem Boden“
- 1994: „Im Fluss der Zeit“ (Mitwirkend)
- 1997: „Flammende Röte“

## Auszeichnungen
- 1992: Anerkennungspreis beim ersten österreichischen „Haiku“ Wettbewerb
- 1994: Ehrenvolle Erwähnung beim internationalen Haiku-Wettbewerb in Tokio